# Міністерство енергетики Ізраїлю
Міністерство енергетики та інфраструктури Ізраїлю (івр. משרד האנרגיה והתשתיות, Місрад га-енерґіа ве-га-таштійот ) — урядова установа держави Ізраїль, відповідальна за енергетичну та водну інфраструктуру. З моменту створення міністерство кілька разів змінювало назву. Посаду міністра було створено в 1977 році, замінивши посаду Міністерства розвитку, яка була скасована трьома роками раніше. З моменту створення міністерство кілька разів змінювало назву. Поточна назва міністерства існує з 2013 року.